# The Spirit (Band)
The Spirit ist eine saarländische Melodic-Death- und Black-Metal-Band aus Saarbrücken, die 2015 gegründet wurde.

## Geschichte
Die Band wurde im Jahr 2015 gegründet. Die Besetzung besteht aus dem Gitarristen AK, dem Gitarristen und Sänger MT, dem Bassisten AT und dem Schlagzeuger Manuel „MS“ Steitz. 2017 erschien bei dem bandeigenen Label Eternal Echoes in einer Auflage von 500 Stück das Debütalbum Sounds from the Vortex. Nachdem die Gruppe im April 2018 einen Plattenvertrag bei Nuclear Blast unterzeichnet hatte, wurde hierüber im Sommer des Jahres das Debütalbum wiederveröffentlicht. Im Herbst des Jahres ging es zusammen mit Hypocrisy und Kataklysm auf eine Europatournee. Im selben Jahr war die Band außerdem auf dem Party.San und dem Summer Breeze zu sehen. 2019 war die Gruppe unter anderem auf dem Rock Hard Festival vertreten.

## Stil
laut.de verglich die Gruppe mit Bands wie Dissection, Immortal, Dimmu Borgir, At the Gates und Edge of Sanity. Mandy Malon vom Rock Hard schrieb, dass sie die Band nicht nur dem Death- sondern auch dem Black-Metal zuordnen würde, da Riffs, Melodien und der starke Gesang auch darauf hinweisen würden. Im Interview mit ihr stimmte MT dieser Genrezuordnung zu. Die Mitglieder seien sowohl Fans von Musik der 1990er Jahre als auch von aktueller Musik. Viele Texte des Albums Sounds from the Vortex hätten mehr als nur eine Bedeutung, wobei sie meist weniger fantastischer Natur seien, sondern ein reales Fundament hätten. In derselben Ausgabe rezensierte Patrick Schmidt das Album und hörte Einflüsse von Dissection und Unanimated heraus. Es gebe „eisige Gitarrenstürme, die von viel düsterer Melodie getragen werden“. Er ordnete die Gruppe dem Black- und Death-Metal zu und zog einen Vergleich zu Thulcandra. Ein Jahr zuvor hatte Andreas Schiffmann das Album auch schon rezensiert. Die Gruppe spiele eine Mischung aus Black- und Death-Metal im schwedischen Stil, die einen ca. in das Jahr 1995 zurückversetze. Er zog einen Vergleich zu Unanimated und Dawn. In der Musik würden „klirrende Melodien“ und „ein manisch-aggressiver Unterton“ herrschen, wobei sie zwar wenig originell, jedoch handwerklich solide gespielt werde. Martin Wickler vom Metal Hammer bezeichnete das Album als eine melodische Mischung aus Death- und Black-Metal und fühlte sich an die frühen Dissection erinnert. Die Gruppe verstehe es jedoch, nicht bloß zu imitieren, sondern „den Songs ihren eigenen Groove zu verleihen“. Jedoch verwende die Band dieselben Markenzeichen, wie „[z]weistimmige Gitarrenläufe, [ein] wuchtiges Drumming, kraftvoll-gutturaler Gesang, überraschend eingestreute Arpeggios, geschickt eingesetzte Breaks und die obligatorische Akustikgitarre“. Gelegentlich nehme die Band die Geschwindigkeit auch in ihren Liedern heraus, wobei diese gut arrangiert seien. In derselben Ausgabe beschrieb Katrin Riedl das Album als Mischung „aus abgrundtiefer Schwärze und apokalyptischen Riffs“. Der Band sei es gelungen, die Stimmung der Songs von Dissection in ein modernes Klanggewand zu hüllen, wodurch zugängliche und atmosphärische Stücke entstünden. Im Interview mit ihr gab MT an, dass die Gruppe nicht versucht, durch den Einsatz von Keyboards Atmosphäre zu erzeugen, vielmehr geschehe dies über die E-Gitarren. Einen besonders hohen Wert hätten Gitarrenharmonien, was The Spirit mit Bands aus den 1990er Jahren verbinde.

## Diskografie
Studioalben

| Jahr | Titel Musiklabel                               | Höchstplatzierung, Gesamtwochen, AuszeichnungChartplatzierungen (Jahr, Titel, Musiklabel, Platzierungen, Wochen, Auszeichnungen, Anmerkungen) | Höchstplatzierung, Gesamtwochen, AuszeichnungChartplatzierungen (Jahr, Titel, Musiklabel, Platzierungen, Wochen, Auszeichnungen, Anmerkungen) | Anmerkungen                            |
| Jahr | Titel Musiklabel                               | DE | AT | Anmerkungen                            |
| ---- | ---------------------------------------------- | --- | --- | -------------------------------------- |
| 2017 | Sounds from the Vortex Eternal Echoes          | — | — | Erstveröffentlichung: 13. Oktober 2017 |
| 2020 | Cosmic Terror AOP Records                      | DE40 (1 Wo.)DE | — | Erstveröffentlichung: 7. Februar 2020  |
| 2022 | Of Clarity and Galactic Structures AOP Records | DE19 (1 Wo.)DE | — | Erstveröffentlichung: 29. April 2022   |
| 2024 | Songs Against Humanity AOP Records             | DE37 (1 Wo.)DE | AT74 (1 Wo.)AT | Erstveröffentlichung: 25. Oktober 2024 |

Singles
- 2019: Pillars of Doom (Single, AOP Records)